# Сан-Фернандо (Техас)
Сан-Фернандо (англ. San Fernando) — переписна місцевість (CDP) в США, в окрузі Старр штату Техас. Населення — 49 осіб (2020).

## Географія
Сан-Фернандо розташований за координатами 26°24′12″ пн. ш. 98°50′6″ зх. д. / 26.40333° пн. ш. 98.83500° зх. д. (26.403309, -98.835072).  За даними Бюро перепису населення США в 2010 році переписна місцевість мала площу 0,06 км², уся площа — суходіл.

## Демографія
Згідно з переписом 2010 року, у переписній місцевості мешкало 68 осіб у 18 домогосподарствах у складі 15 родин. Густота населення становила 1084 особи/км².  Було 20 помешкань (319/км²).
Расовий склад населення:
| - 100,0 % — білих |

До двох чи більше рас належало 0,0 %. Частка іспаномовних становила 100,0 % від усіх жителів.
За віковим діапазоном населення розподілялося таким чином: 35,3 % — особи молодші 18 років, 51,5 % — особи у віці 18—64 років, 13,2 % — особи у віці 65 років та старші. Медіана віку мешканця становила 31,0 року. На 100 осіб жіночої статі у переписній місцевості припадало 74,4 чоловіків;  на 100 жінок у віці від 18 років та старших — 69,2 чоловіків також старших 18 років.
Цивільне працевлаштоване населення становило 8 осіб. 